# Spirobolellus tenuipes
Spirobolellus tenuipes är en mångfotingart som först beskrevs av Loomis 1941.  Spirobolellus tenuipes ingår i släktet Spirobolellus och familjen slitsdubbelfotingar. Inga underarter finns listade i Catalogue of Life.